# روني ستام
روني ستام (بالهولندية: Ron Stam)‏ (18 يونيو 1984 ببريدا في هولندا - ) هو لاعب كرة قدم هولندي في مركز الوسط. لعب مع تفينتي أنشخيدة وستاندارد لييج وناك بريدا وويغان أتلتيك.

## وصلات خارجية
- روني ستام على موقع قاعدة بيانات كرة القدم.إي يو (الإنجليزية)
- روني ستام على موقع Soccerbase.com (لاعب) (الإنجليزية)
- روني ستام على موقع Soccerway.com (الإنجليزية)
- روني ستام على موقع عالم كرة القدم.نت (الإنجليزية)
- روني ستام على موقع AS.com (الإسبانية)